# Monolith Films
Monolith Films – polska firma produkcyjna i dystrybucyjna, założona w 1998 roku. Obecnie jest oficjalnym polskim dystrybutorem filmów wytwórni DreamWorks SKG, Lions Gate Entertainment, Summit Entertainment, STX i Ghibli, w przeszłości zaś m.in. 20th Century Fox, Sony Pictures, Metro-Goldwyn-Mayer, Warner Bros i Buena Vista.
Do firmy należą również następujące oddziały: Monolith Video (dystrybucja DVD/Blu-ray), Cineman (usługa VOD) oraz Victonex, prowadzące Kino Atlantic w Warszawie, a dawniej również Monolith Plus specjalizujący się w dystrybucji kina artystycznego. Od września 2013 roku Monolith realizuje program „Kino klasa”, mający na celu promocję kultury kinowej wśród najmłodszych Polaków. W ramach projektu organizowane są pokazy filmowe dla nauczycieli oraz tworzone są materiały edukacyjne powiązane z wybranymi filmami.
Filmy wyprodukowane lub współprodukowane przez Monolith Films zdobyły liczne nagrody, w tym m.in. 9 Złotych Lwów (21 nominacji), trzy Orły (24 nominacje), Złotą Żabę (2 nominacje), 29 nominacji do Złotych Kaczek oraz antynagrodę
Węża (2 nominacje; 5 kolejnych nominacji otrzymały filmy dystrybuowane przez Monolith Films). Współprodukowany przez wytwórnię film Romana Polańskiego Wenus w futrze otrzymał ponadto 6 Cezarów oraz nominację do Złotej Palmy.

## Wyprodukowane filmy
- 1999: Ostatnia misja (koprodukcja)
- 2000: 6 dni strusia (koprodukcja)
- 2000: Enduro bojz (koprodukcja)
- 2000: Sezon na leszcza (koprodukcja)
- 2000: Zakochani
- 2001: Stacja
- 2001: Tryumf pana Kleksa (koprodukcja)
- 2002: Haker (koprodukcja)
- 2006: Job, czyli ostatnia szara komórka
- 2008: Jeszcze raz
- 2008: Ile waży koń trojański? (koprodukcja)
- 2008: Serce na dłoni (koprodukcja)
- 2009: Generał Nil (koprodukcja)
- 2010: Kołysanka (koprodukcja)
- 2010: Różyczka (koprodukcja)
- 2011: Wojna żeńsko-męska
- 2011: Warsaw Dark
- 2013: Wenus w futrze / La Vénus à la fourrure (koprodukcja)
- 2014: Kamienie na szaniec
- 2015: Słaba płeć?
- 2015L Sprawiedliwy
- 2017: Ach, śpij kochanie
- 2017: Czuwaj (koprodukcja)
- 2017: Prawdziwa historia / D’après une histoire vraie (koprodukcja)
- 2021: The End (koprodukcja)
- 2022: Święta inaczej (koprodukcja)
- 2023: Ukryta sieć
- 2023: Różyczka 2
- 2023: Heaven in Hell (koprodukcja)
- 2024: Dalej jazda! (koprodukcja)
- 2024: Biała odwaga (koprodukcja)

Źródło: Filmpolski.pl